# Cuiabá (microregio)
Cuiabá is een van de 22 microregio's van de Braziliaanse deelstaat Mato Grosso. Zij ligt in de mesoregio Centro-Sul Mato-Grossense en grenst aan de mesoregio's Sudeste Mato-Grossense in het zuiden en oosten en Norte Mato-Grossense in het noordoosten, de microregio Rosário Oeste in het noorden, de mesoregio Sudoeste Mato-Grossense in het noordwesten en de microregio Alto Pantanal in het westen. De microregio heeft een oppervlakte van ca. 28.135 km². Midden 2004 werd het inwoneraantal geschat op 813.059.
Vijf gemeenten behoren tot deze microregio:
- Chapada dos Guimarães
- Cuiabá
- Nossa Senhora do Livramento
- Santo Antônio do Leverger
- Várzea Grande

Mesoregio's: Centro-Sul Mato-Grossense · Nordeste Mato-Grossense · Norte Mato-Grossense · Sudeste Mato-Grossense · Sudoeste Mato-Grossense

Microregio's: Alta Floresta · Alto Araguaia · Alto Guaporé · Alto Pantanal · Alto Paraguai · Alto Teles Pires · Arinos · Aripuanã · Canarana · Colíder · Cuiabá · Jauru · Médio Araguaia · Norte Araguaia · Paranatinga · Parecis · Primavera do Leste · Rondonópolis · Rosário Oeste · Sinop · Tangará da Serra · Tesouro